# Polypsecta halmeuta
Polypsecta halmeuta är en fjärilsart som beskrevs av Edward Meyrick 1930. Polypsecta halmeuta ingår i släktet Polypsecta och familjen äkta malar. Inga underarter finns listade i Catalogue of Life.